# Tauriac (Gironde)
Tauriac is een gemeente in het Franse departement Gironde (regio Nouvelle-Aquitaine). De plaats maakt deel uit van het arrondissement Blaye. Tauriac telde op 1 januari 2022 1.330 inwoners.

## Geografie
De oppervlakte van Tauriac bedroeg op 1 januari 2022 10,51 vierkante kilometer; de bevolkingsdichtheid was toen 126,5 inwoners per km².

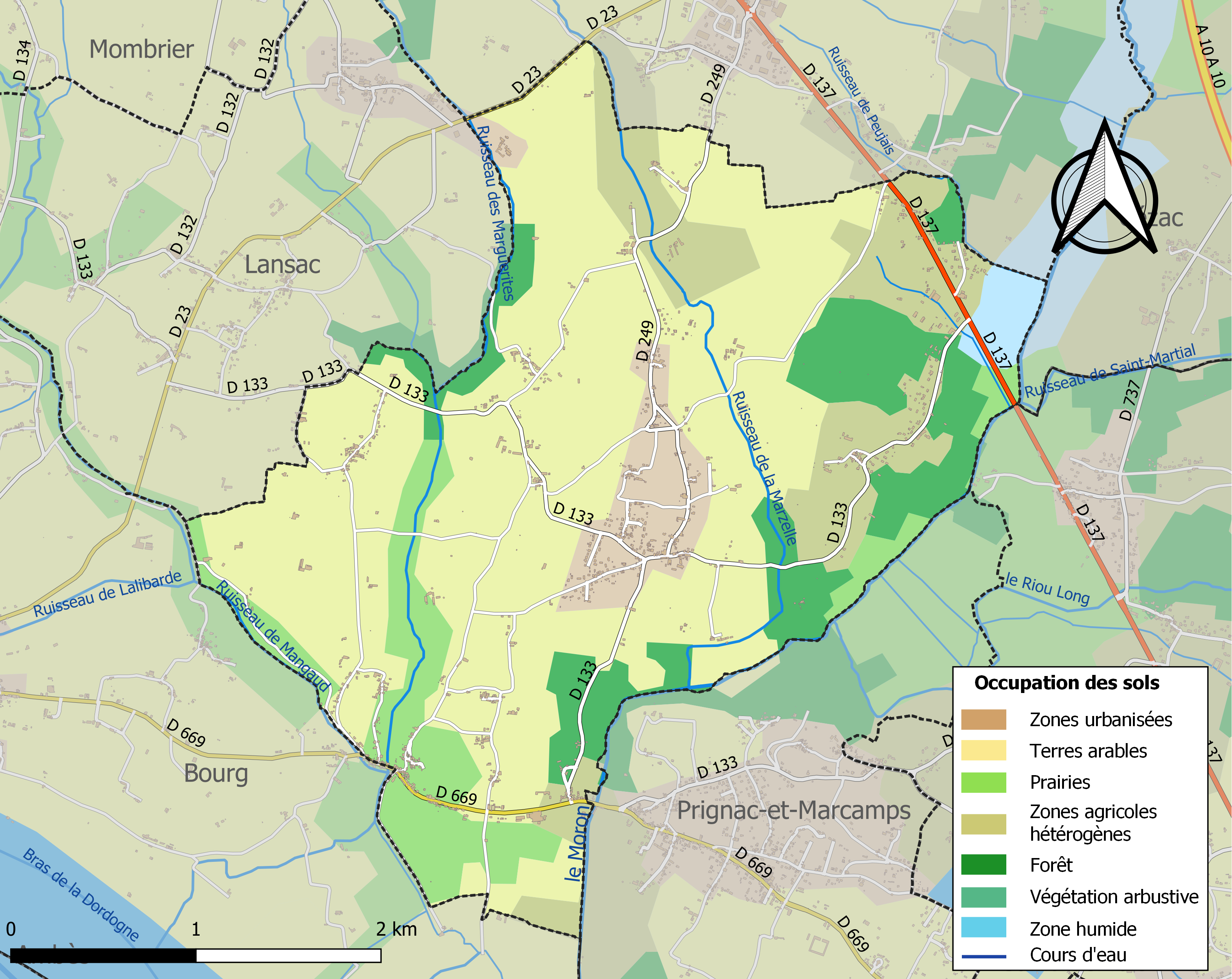
Kaart van de gemeente met belangrijkste infrastructuur, bodemgebruik en omliggende gemeenten

## Demografie
Onderstaande figuur toont het verloop van het inwonertal (bron: INSEE-tellingen).